# 베르사유 행진

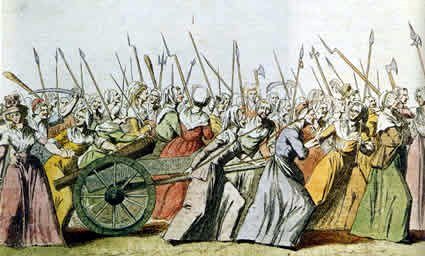
1789년 10월 5일 베르사이유 여성 행진의 삽화, 맨 왼쪽으로 내키지 않는 부르주아 여성이 동참한 것을 보여준다

베르사유 행진( - 行進, 프랑스어: La Marche des Femmes sur Versailles, Journées des 5 et 6 octobre 1789, 영어: Women's March on Versailles, October March, October Days, March on Versailles)은 프랑스 혁명 때, 여성을 중심으로 파리 시민이 베르사유 궁전까지 행진하여 프랑스 국왕 루이 16세를 파리로 귀환하게 한 사건이다. 일명 “시월 사건”, “시월 행진”이라고 불린다.

## 배경
프랑스 혁명 발발 당시의 프랑스에서는 전년의 흉작과, 대공포(Great Terror)로 인한 농촌지역의 혼란 때문에 곡물의 판매가 제대로 이뤄지지 않았고, 빵을 비롯한 식료품 가격 상승에 파리 서민은 고통받았다. 서민의 생활은 궁핍하게 되었지만, 베르사유 궁전에서 호사스러운 잔치가 열렸다. 더욱이 그 자리에서 플랑드르 연대의 근위병이 루이 16세(이하 "국왕")의 면전에서 혁명의 상징인 삼색 모장을 유린했다. 국왕이 혁명의 부정을 나타낸 소식이 전해지자 분노가 퍼졌다.

## 궐기
1789년 10월 5일 새벽, 파리의 광장에 모인 약 7,000명의 주부들이 빵을 달라고 외치면서, 국왕과 의회에 빈곤을 호소하며 베르사유를 향해 행진을 시작했다. 라파예트가 이끄는 2만 시민군이 뒤를 쫓았다. 그들은 바스티유 감옥 습격 사건의 공로자 마이야르를 선두로, 폭우 속에서 약 20km의 길을 6시간 동안 행진하여 베르사유 궁전에 도착했다. 그들은 각각 무기를 들고, 대포까지 꺼내 행진했다고 한다.
사냥을 즐겨 갔던 국왕은 이날도 사냥을 가서, 군중은 또 4시간 가까이 기다릴 수밖에 없었다. 사냥에서 돌아온 국왕은 왕궁에 모인 수많은 군중에 질려 빵을 배급할 것을 약속했다. 이것으로 군중의 흥분은 약간 가라앉았지만 다음 날 새벽 무장한 폭도의 일부가 궁전에 난입해 이를 저지하려는 스위스 용병 근위병 여러 명을 살해했다. 이를 본 군중은 폭도로 변해 궁궐을 약탈하고 국왕의 신변을 구속하였다. 군중은 국왕에게 파리로 귀환할 것을 촉구했고, 그날 오후 국왕 일가는 파리로 연행되었다. 일설에 따르면, 왕위 찬탈을 노린 오를레앙 공 루이 필리프가 이 사건을 선동하였다.

## 그 후
이 사건 이후 국왕 루이 16세 일가는 파리의 튈르리 궁전(튀일리 궁전)에서 살았고 사실상 파리 시민의 감시를 받는 나날을 보내게 된다. 국왕과 함께 의회의 기능도 파리로 이동했다. “봉건 특권의 폐지 선언”과 “인권 선언”을 국왕이 승인함에 따라 정국의 혼란은 일단 진정되었다. 그러나 국왕 일가가 도주하려다 미수에 그친 바렌느 사건을 거쳐, 왕실에 대한 인민의 불신은 점차 격화되었다.

## 같이 보기
- 테르외뉴 드 메리쿠르